# Lebesby
Lebesby là một đô thị thuộc hạt Finnmark của Na Uy. Khu tự quản Lebesby thuộc hạt Finnmark.

## Khí hậu
| Dữ liệu khí hậu của Lebesby               | Dữ liệu khí hậu của Lebesby | Dữ liệu khí hậu của Lebesby | Dữ liệu khí hậu của Lebesby | Dữ liệu khí hậu của Lebesby | Dữ liệu khí hậu của Lebesby | Dữ liệu khí hậu của Lebesby | Dữ liệu khí hậu của Lebesby | Dữ liệu khí hậu của Lebesby | Dữ liệu khí hậu của Lebesby | Dữ liệu khí hậu của Lebesby | Dữ liệu khí hậu của Lebesby | Dữ liệu khí hậu của Lebesby | Dữ liệu khí hậu của Lebesby |
| Tháng                                     | 1                           | 2                           | 3                           | 4                           | 5                           | 6                           | 7                           | 8                           | 9                           | 10                          | 11                          | 12                          | Năm                         |
| ----------------------------------------- | --------------------------- | --------------------------- | --------------------------- | --------------------------- | --------------------------- | --------------------------- | --------------------------- | --------------------------- | --------------------------- | --------------------------- | --------------------------- | --------------------------- | --------------------------- |
| Trung bình ngày °C (°F)                   | −6.8 (19.8)                 | −6.6 (20.1)                 | −4.5 (23.9)                 | −1.1 (30.0)                 | 3.5 (38.3)                  | 8.0 (46.4)                  | 11.0 (51.8)                 | 10.2 (50.4)                 | 6.5 (43.7)                  | 1.7 (35.1)                  | −2.3 (27.9)                 | −5.5 (22.1)                 | 1.2 (34.2)                  |
| Lượng Giáng thủy trung bình mm (inches)   | 44 (1.7)                    | 36 (1.4)                    | 30 (1.2)                    | 29 (1.1)                    | 28 (1.1)                    | 38 (1.5)                    | 57 (2.2)                    | 54 (2.1)                    | 58 (2.3)                    | 59 (2.3)                    | 45 (1.8)                    | 42 (1.7)                    | 520 (20.5)                  |
| Nguồn: Norwegian Meteorological Institute |                             |                             |                             |                             |                             |                             |                             |                             |                             |                             |                             |                             |                             |